# Karl Anthamatten
Pour les articles homonymes, voir Anthamatten.
 (février 2024).
Si vous disposez d'ouvrages ou d'articles de référence ou si vous connaissez des sites web de qualité traitant du thème abordé ici, merci de compléter l'article en donnant les références utiles à sa vérifiabilité et en les liant à la section « Notes et références ».
Karl ou Charles Anthamatten, né à Viège en 27 avril 1897 et mort à Viège le 28 novembre 1957, est un homme politique suisse du canton du Valais, membre du Parti démocrate-chrétien.

## Biographie
Fils de Peter Joseph Anthamatten de Saas-Grund et de Marie Ambord de Grengiols (Vallée de Conches), Karl avait un frère Léo et une sœur. Il fréquenta les classes du collège de Brigue et du collège Sainte-Marie à Martigny puis en 1919, l'école d'agriculture de Viège. De 1920 à 1929, il siège au Conseil municipal de sa ville. En 1925, il épouse Melle Cäcilia Andereggen de Rarogne, qui lui donne deux fils, Peter et Paul.
En 1928, il préside sa cité et devient également président des Laiteries de Viège. En 1937, il est élu pour vingt ans au Conseil d'État et prend le Département des Travaux publics.